# Currie Cup First Division 2013
La Currie Cup First Division de 2013 fue la decimoquinta edición de la segunda división del rugby provincial de Sudáfrica.
El campeón fue el equipo de Pumas quienes obtuvieron su tercer campeonato.

## Sistema de disputa
El torneo se disputó en formato liga donde cada equipo se enfrentó a los equipos restantes, luego los mejores cuatro clasificados disputaron semifinales y final.
El campeón obtiene el derecho de disputar el repechaje frente al último clasificado de la Premier Division.

## Clasificación
| Pos. | Equipo                 | Encuentros | Encuentros | Encuentros | Encuentros | Tantos | Tantos | Tantos | PB | PB | Puntos |
| Pos. | Equipo                 | PJ         | PG         | PE         | PP         | F      | C      | Dif    | BO | BD | Puntos |
| ---- | ---------------------- | ---------- | ---------- | ---------- | ---------- | ------ | ------ | ------ | -- | -- | ------ |
| 1.º  | Pumas                  | 14         | 14         | 0          | 0          | 601    | 254    | +347   | 10 | 0  | 66     |
| 2.º  | Eastern Province Kings | 14         | 10         | 0          | 4          | 441    | 297    | +144   | 7  | 3  | 50     |
| 3.º  | Leopards               | 14         | 8          | 0          | 6          | 448    | 398    | +50    | 9  | 3  | 44     |
| 4.º  | SWD Eagles             | 14         | 7          | 0          | 7          | 460    | 452    | +8     | 8  | 5  | 41     |
| 5.º  | Boland Cavaliers       | 14         | 6          | 1          | 7          | 329    | 393    | –64    | 3  | 3  | 32     |
| 6.º  | Griffons               | 14         | 3          | 2          | 9          | 367    | 534    | –167   | 7  | 8  | 27     |
| 7.º  | Border Bulldogs        | 14         | 4          | 0          | 10         | 277    | 365    | –88    | 3  | 6  | 25     |
| 8.º  | Falcons                | 14         | 2          | 1          | 11         | 349    | 579    | –230   | 6  | 2  | 18     |

|  | Semifinalistas. |

### Semifinales
| 4 de octubre | Pumas | 52 - 33 | SWD Eagles |  |  |

| 4 de octubre | Eastern Province Kings | 32 - 29 | Leopards |  |  |

### Final
| 11 de octubre | Pumas | 53 - 30 | Eastern Province Kings | Mbombela Stadium, Nelspruit |  |

| Bandera de Sudáfrica |
| Campeón Pumas        |
| Tercer título        |